# Nguyễn Xuân Hiệp (đạo diễn)
Nguyễn Xuân Hiệp (sinh năm 1981) là một đạo diễn người Việt Nam, anh được biết đến với vai trò đạo diễn các bộ phim Cây nước mắt, Lời nguyền và Phía sau bóng tối.

## Tiểu sử và sự nghiệp
Nguyễn Xuân Hiệp sinh năm 1981 tại Thành phố Hồ Chí Minh, anh có đam mê với điện ảnh từ lúc còn trẻ. Tuy vậy, sau khi tốt nghiệp cấp trung học phổ thông, anh lại theo học trường Đại học Khoa học Tự nhiên khoa Toán - Tin vì đam mê công nghệ. Năm 2006 anh thử sức với vai trò dựng phim cho một dự án phim ngắn của Hãng phim Cửu Long và bắt đầu hành trình với con đường đạo diễn sau này.
Năm 2009, anh nhận được học bổng của quỹ Ford  và Trung tâm trao đổi giáo dục với Việt Nam (CEEVN) tham gia KHOÁ HỌC LÀM PHIM MÙA HÈ tại trường Đại học Nam California (USC), Hoa Kỳ. Được sự giúp đỡ của thầy Michael Toshiyuki Uno (Trưởng khoa Đạo diễn trường School of Cinematic Arts), Đạo diễn Phan Gia Nhật Linh, D.O.P Nguyễn K’Linh (sinh viên cùng nhận học bổng CEEVN, tham gia khóa học tại USC) và Biên kịch – Nhà Sản xuất Nguyễn Thái Hà trong vai trò dựng phim cùng sự hỗ trợ của hơn 20 sinh viên đang theo học tại trường, anh đã thực hiện phim ngắn đầu tay của mình mang tên Sleepless. Phim ngắn này sau đó được trình chiếu tại Viện Hàn lâm Khoa học và Nghệ thuật Điện Ảnh Hoa Kỳ.
Năm 2012 - 2013, Nguyễn Xuân Hiệp tham gia vào 2 dự án phim lịch sử Anh hùng Nguyễn Trung Trực và Bình Tây Đại Nguyên Soái với vai trò là Phó Đạo diễn.
Năm 2014, Nguyễn Xuân Hiệp chính thức ra mắt bộ phim Truyền hình đầu tay của mình với vai trò là Đạo diễn của phim Cây Nước Mắt, phát sóng Đài Truyền hình Thành phố Hồ Chí Minh (trên kênh HTV9), vào năm 2020 – Bộ phim do Hãng phim truyền hình Thành Phố Hồ Chí Minh (TFS) cùng Hãng phim Cửu Long (Cuulongfilms) hợp tác sản xuất.
Năm 2015, Nguyễn Xuân Hiệp làm Biên Kịch, đồng thời là đạo diễn phim Lời Nguyền Phát sóng khung giờ vàng trên kênh THVL1 – Hãng phim Cửu Long sản xuất. Bộ phim đạt top 3 rating, phim phát sóng khung giờ vàng vào thời điểm đó.
Năm 2016, Nguyễn Xuân Hiệp được đề cử cho Giải Cánh diều cho phim truyện truyền hình với bộ phim Lời Nguyền.
Năm 2018, Nguyễn Xuân Hiệp Biên kịch và Đạo diễn phim “Phía Sau Bóng Tối” – phát sóng Truyền hình cáp Saigontourist vào khung giờ vàng trên kênh phim Việt đặc sắc SCTV14.
Năm 2021, Nguyễn Xuân Hiệp được đề cử Giải thưởng Ngôi Sao Xanh cho Đạo diễn phim truyền hình xuất sắc nhất với bộ phim Cây Nước Mắt.

## Phim đã đạo diễn
| Năm  | Phim              | Chủ Đề                        | Thể Loại         | Kênh Phát Sóng | Phát Lại      |
| ---- | ----------------- | ----------------------------- | ---------------- | -------------- | ------------- |
| 2014 | Cây Nước Mắt      | Chính kịch, tình cảm lãng mạn | Phim truyền hình | HTV9           |               |
| 2015 | Lời Nguyền        | Chính kịch, tâm lý xã hội     | Phim truyền hình | THVL1          | SCTV (SCTV14) |
| 2018 | Phía Sau Bóng Tối | Chính kịch, trinh thám        | Phim truyền hình | SCTV (SCTV14)  | THVL1         |

## Giải thưởng và Đề cử
| Năm  | Giải thưởng               | Hạng mục                                   | Phim đề cử   | Kết quả   |
| ---- | ------------------------- | ------------------------------------------ | ------------ | --------- |
| 2016 | Giải Cánh Diều            | Giải Cánh diều cho phim truyện truyền hình | Lời nguyền   | Bằng khen |
| 2021 | Giải thưởng Ngôi Sao Xanh | Đạo diễn phim truyền hình xuất sắc nhất    | Cây nước mắt | Đề cử     |